# Araukanische Sprachen
Die araukanischen Sprachen sind eine südamerikanische Sprachfamilie in Chile und Argentinien, die nur aus den Sprachen Mapudungun (ISO 639-3: arn) und Huilliche (ISO 639-3: huh) besteht. Historisch gehörten weitere, inzwischen ausgestorbene Sprachen zu der Familie, so etwa die ursprüngliche Sprache der Pehuenche, die seit dem 18. Jahrhundert komplett im Mapudungun aufgegangen ist. Alle Sprachen gehören zu den indigenen amerikanischen Sprachen.
Es gibt in Chile schätzungsweise 200.000 und in Argentinien 40.000 aktive Sprecher des Mapudungun. Das in Chile gesprochene Huilliche hat nur wenige Tausend aktive Sprecher.